# Apoula Edel
Apoula Edima Bete Edel (Armeens: Ապուլա Էդիմա Էդել Բետե) (Yaoundé, 17 juni 1986) is een Kameroens-Armeense voetballer die als doelman speelt. Hij speelde voor Pjoenik Jerevan Rapid Boekarest, AA Gent (huur), Paris Saint-Germain en Hapoel Tel Aviv. Met Paris Saint-Germain won hij in 2008 de Coupe de la Ligue. In 2014 speelt hij in de Indian Super League voor Atlético de Kolkata

## Interlandcarrière
Edel heeft de dubbele nationaliteit (Kameroener/Armeniër) en koos voor de Armeense nationale ploeg. Hij speelde zes wedstrijden voor Armenië in de periode 2004-2005. Hij maakte zijn debuut op 19 februari 2004 tegen Kazachstan (3-3).